# Apseudes latus
Apseudes latus är en kräftdjursart som beskrevs av Charles Chilton 1883. Apseudes latus ingår i släktet Apseudes och familjen Apseudidae. Inga underarter finns listade i Catalogue of Life.